# Ruth Gassmann
Ruth Gassmann (Augsburg, 1 maart 1935 - München, 7 augustus 2020) was een Duitse actrice, zangeres en regieassistente. Ze werd eind jaren zestig bekend in de rol van Helga in de gelijknamige film Helga – Vom Werden des menschlichen Lebens. Deze voor die tijd openhartige seksuele voorlichtingsfilm over het leven van een jonge vrouw in haar intiemste maanden werd wereldwijd door miljoenen mensen gezien.

## Leven en werk
Gassmann volgde een acteer- en zangopleiding. In 1956 kwam ze voor het eerst in aanraking met film door te assisteren bij de laatste productie van G.W. Pabsts, Durch die Wälder durch die Auen. In 1963 had ze een hoofdrol in de film Teufel im Fleisch, waarin ze een dokter speelde. Het centrale thema van de film waren seksueel overdraagbare aandoeningen. In 1967 speelde ze dus de rol van Helga in de gelijknamige voorlichtingsfilm die gemaakt werd in opdracht van het Duitse Ministerie van Volksgezondheid. Later speelde ze ook in de opvolgers, Helga und Michael (1968) en Helga und die Männer – Die sexuelle Revolution (1969).
Naast film speelde Gassmann ook in het theater en trad ze op als zangeres. Vanaf begin jaren zeventig verlegde ze haar werkterrein naar backstage en werkte ze als regieassistent, onder andere bij de opera van het Staattheater van Saarbrücken.

## Filmografie
- 1961/62: Unternehmen Kummerkasten (televisieserie, 17 afleveringen)
- 1963: Teufel im Fleisch
- 1963: Interpol greift ein – Der Trick mit dem Schlüssel
- 1963/64: Das Kriminalmuseum (televisieserie, zwei afleveringen)
- 1964: Die Baßgeige (televisiefilm)
- 1966: Kostenpflichtig zum Tode verurteilt (televisiefilm)
- 1967: Helga – Vom Werden des menschlichen Lebens
- 1968: Helga und Michael
- 1969: Helga und die Männer – Die sexuelle Revolution
- 1970: Auf der grünen Wiese (televisiefilm)
- 1971: Robinson und seine wilden Sklavinnen
- 1976: Hajka
- 1978: Götz von Berlichingen mit der eisernen Hand
- 1978: Träume kann man nicht verbieten (televisiefilm)
- 1984: Warten auf Beethoven (televisiefilm)
- 1988: Der Fluch
- 1995: Liebe, Leben, Tod (televisiefilm)